# سعيد عبد الغني
سعيد عبد الغني (23 يناير 1938 - 18 يناير 2019)، ممثل مصري، ولد في بلدة نوسا البحر في مركز أجا بمحافظة الدقهلية، حصل على شهادة ليسانس في الحقوق عام 1958، وعمل في الصحافة في جريدة الأهرام والتي أوصلته إلى عالم الفن.

## نبذة
ممثل مصري وصحافي سابق، ولد في قرية اسمها (نوسا البحر) تابعة لمركز (أجا) بمحافظة الدقهلية، تخرج في كلية الحقوق في عام 1958، ولم يكن في حسبانه أنه سيعمل في الفن فقد اتجه إلى العمل في جريدة الأهرام وعمل الفنان في القسم الفني ثم ترقى حتى أصبح رئيس القسم الفني بالجريدة ومنها ترأس القسم الفني بجريدة (الأهرام المسائي)، وخلال فترة عمله بهذه الجريدة تعددت لقاءاته وحواراته مع الممثلين والمخرجين وكان ذلك بداية الالتحاق بالتمثيل. بداية حياته الفنية كانت على خشبة المسرح وكانت أوائل مسرحياته مسرحية (القرار) ومسرحية (جبل مغناطيسي) على مسرح الطليعة عام 1973، ومثل في تلك الفترة أيضًا في عدة أعمال تليفزيونية. كانت مشاركته السينمائية الأولى بعد انتظار في عام 1974 في فيلم (الفاتنة والصعلوك) في سن الخامسة والثلاثين. بعدها تتابعت أعماله السينمائية والدرامية والمسرحية فقدم ما يزيد عن 124 عمل خلال مشواره الفني من أهمها: فيلم (المذنبون) عام 1975، الفيلم الهام (إحنا بتوع الأوتوبيس)  والذي نال عنه جائزة تقديرية من (جمعية الفيلم)، (حبيبي دائماً) عام 1980،(حدوتة مصرية) من إخراج (يوسف شاهين) ، (زوج تحت الطلب)، (امرأة واحدة لا تكفي) وغيرها. وخلال مشواره اشترك بعدة أدوار كان القاسم المشترك بينها هي شخصية الرجل المتأنق.
حصل على جائزة أفضل ممثل دور ثاني عن فيلم أيام الغضب كما حصل على وسام الدولة من الطبقة الأولى للفنون 1996.

## أعمال

### الافلام
| - نور عيني:2010-دكتور سمير المصري - حبك نار:2004-عثمان بكري القصاص - أمير الظلام:2002 - رحلة مشبوهة:2001 - إمرأة تحت المراقبة:2000-ماهر كمال العسقلاني - رسالة إلى الوالي:1998-مدير المستشفي - نوبة حراسة:1997-كمال - اللومنجي:1996-الفولي - الهروب إلى القمة:1996-عزمي - إنذار بالقتل:1996-د. حسين أبو الوفا - بخيت وعديلة 2: الجردل والكنكة:1996-رسمي مدير المصنع - علاقات مشبوهة:1996-تاجر سلاح - كرامة امرأة:1996 - قدارة:1994-وليد طبيب النساء والولادة - الشطار:1993-مسئول أمن الدولة - دائرة الموت:1993-حميدو - لولاكي:1993-رمضان - الشقي:1992-المعلم عبده الجن - دموع صاحبة الجلالة:1992-رياض بك - مهمة في تل أبيب:1992-بوتا-ضابط المخابرات | - امرأة وظل رجل:1991-الدكتور فتحي - زمن الجدعان:1991-رشدي - مجانين على الطريق:1991 - مسجل خطر:1991-بدر سليم - نص دسته مجانين:1991-نافع بيه شريف - 3 تحت المراقبة:1990-رئيس المباحث - اختفاء زوجة:1990-الضابط زغلول درديري - النيابة تطلب البراءة:1990-رأفت - إمرأة واحدة لا تكفي:1990-شوقي رئيس التحرير الجريدة - موعد مع الرئيس:1990-العقيد صفوت - أيام الغضب:1989-الريس ضياء - حكاية لها العجب:1989-سامي - خيانة:1989 - صراع الأحفاد:1989-النصاب - خبطة صحفية:1988-ألبرتو - ولو بعد حين:1988-حسام - الرجل الصعيدي:1987-إدوارد - العرضحالجي في قضية نصب:1987-شاكر عبد الشكور - روض الفرج:1987-المعلم سعفان الديروطي | - ابن تحية عزوز:1986 - ابنتي والذئاب:1986-بهاء الدين شاكر / محمد شعراوي - أخي وصديقي سأقتلك:1986-النائب العام - الحسناء والبلطجي:1986-توفيق (تيفا) - الهروب من الخانكة:1986-فؤاد نجم الدين المنشاوي - حب فوق السحاب:1986-عادل - رجل لهذا الزمان:1986-العميد طارق - كدابين الزفة:1986 - ناس هايصة وناس لايصة:1986 - القط أصله أسد:1985-عبد المجيد - زوج تحت الطلب:1985-شاكر - التخشيبة:1984-لطفي - الطماعين:1984-طارق - الوسام:1984 - حادي بادي:1984-خال ليلى جلال الشاذلي - درب اللبانة:1984-غريب السلاموني - أولاد الملجأ:1983-أحمد - السلخانة:1982-عمر ابن أبو حلقة - حدوتة مصرية:1982 | - رجل في سجن النساء:1982 - دماء على الثوب الوردي:1981-شوكت - مرآة في الكف:1981-مُحامي ممدوح-ضيف شرف - اللصوص:1980-عصام-رئيس المباحث - المتهم:1980-المحامي - حبيبي دائمًا:1980-أسامة - احنا بتوع الأتوبيس:1979-رمزي - امرأة بلا قيد:1978-أدهم - أيام العمر معدودة:1978 - مسافر بلا طريق:1978 - أين المفر ؟..:1977-سمير - مع حبي وأشواقي:1977-طارق - عندما يسقط الجسد:1976-سعيد - وجها لوجه:1976-أبو منصور-رئيس العصابة - الكداب:1975-لمعي - المذنبون:1975-كمال مساعد المحقق - العصفور:1974-صحفي زميل صلاح قابيل - الفاتنة والصعلوك:1974-سمسم - امرأة في مهب الريح:1974 |

### مسلسلات
| - ولاد السيدة:2015 - آخر عمارة على اليمين:2013 - شمس الأنصاري:2012 - تلك الليلة:2011 - المصراوية ج2: في الريف والبنادر:2009 - إن غاب القط:2009 - صبيان وبنات:2009 - نساء لا تعرف الندم:2009 - عدّى النّهار:2008 - أولاد الليل:2007 - القاهره ترحب بكم:2006 - شخلول:2006 - لم تنسى أنها امرأة:2006 - أشرار وطيبين:2004 - شمس يوم جديد:2003 - حمام بشتك:2002 - قاسم أمين:2002 - أغلال ناعمة:2000 - الجحيم رجل:2000 - الوشاح الأبيض:2000 - حلم العمر:2000 - محاكمة الليالي:2000 - يوم للحياة ويوم للموت:2000 - أحلام مؤجلة:1999 - الاعصار:1999 | - امسك الخشب:1999 - أم كلثوم:1999 - ع الحلوه والمره:1999 - نسر الشرق (ج1، 2):1999، 2000 - نوبة صحيان:1999 - وبعد الظلام تشرق الشمس:1999 - اغنية على جسر الامل:1998 - أوراق مصرية ج1:1998 - رد قلبي:1998 - عيون الحب:1998 - غابت الشمس ولم يظهر القمر:1998 - الأبطال ج1:1996 - نصف ربيع الآخر:1996 - الصبار:1995 - الفرسان:1995 - أم هلال في القاهرة:1994 - زمن عايش:1994 - عفوًا أيتها الأم:1994 - الثعلب:1993 - المزاد:1993 - ليالي الغربة:1993 - غريب:1991 - بعد العاصفة:1989 - فتى الأندلس:1989 | - يحكى أن:1989 - غرباء في المدينة:1988 - وجيدة وسامح:1988 - أصوات تبحث عن ميكروفون:1987 - الغابة:1987 - رحلة في نفوس البشر:1987 - المكتوب على الجبين:1986 - ينابيع النهر:1986 - دمعة على خد القمر:1985 - صح النوم:1985 - مغامرات ميشو:1985 - الخليل بن أحمد:1984 - رجل شريف جدًا:1984 - غريب على الطريق:1984 - وعاد الحنين:1984 - أمّي الحبيبة:1982 - الرجل الذي فقد ذاكرته مرتين:1981 - حديقة الزوجات:1981 - النساء يعترفن سرا:1980 - مبروك جالك ولد:1980 - وإهتزت الارض:1980 - الآنسة:1979 - الباحثة:1979 - الليل الطويل:1979 | - الوليمة:1979 - دمعة ندم:1979 - صرخة برئ:1979 - إني خائفة:1978 - بعد الضياع:1978 - شاهد اثبات:1978 - الأفعى:1977 - الغربة:1977 - لا شيء يهم:1977 - بلا عتاب:1976 - البحيرات المرة - التضحية - الظلال: - المشهد الأخير - المعدية: - امراة خطرة - تمساح البحيرة - جبال الصبر - حلم العمر - غالية - غداً تشرق الشمس - فجر ليل طويل - كف القدر - يا عزيزي كلنا لصوص |

### مسرحيات
| - انا كريستي:2010 - بودي جارد:1999-كاظم - الواد ويكا بتاع أمريكا:1998 - رقص الديوك:1998 - زمبليطه في المحطة:1996 - كنت فين يا علي:1992 - البراشوت:1991 - أحلى مقلب في حياتي:1990 - ليله مزيكا:1990 - مراتي تقريبا:1990-الطبيب النفسي | - الورثة:1989-عادل مكاوي - صباح الفل يا فل:عادل-ضيف شرف - المهزلة:1983-عباس الثالث - 30 يوم في السجن - الزنقة - السنيورة تكسب:1985 - اللي عنده كلمة يلمها - المتشردة - باي باي كمبوره | - بستان الوهم - جواز ع الهوا - حالة طوارئ - حرم حضرة المحترم:1982 - زوجة واحدة تكفي:1979 - دليل الرجل المتزوج - صدق او لا تصدق - ليلة رهيبة - واحدة بواحدة - وشك حلو |

### سهرة تليفزيونية
| - الطفلة والعجوز:2002 - حياتها الرائعة:1993 - لا تسألني عن الغرباء:شريف - الغائب العزيز:1982-شوقي - ليلة طويلة:1986-صابر عبد الباقي - اللقاء المثير:كريم - سلام يا أحلام:مخلص - الحلقة المفقودة:مراد/عماد | - اعترافات ليلية:والد سماح - اعتراف - الأيام الخضراء - الخطابات الثلاثة - الموعد - بندق - حكاية مغاوري - زوجة الصياد | - عاشقة زوجها - في سبيل الخلود - كمين الحب - لانها تحب - لحظة صدق - ما وراء الأيام - ملحمة الحب والحجارة - هكذا الحياة:1986 |

### أخرى
- تمثيلية:ما وراء القناع:1995
- مسلسل اذاعي: لحظة صدق
- مسلسل اذاعي: وعاشت بين أصابعه
- سباعية: الرجل الذي أحبه:1979

## وفاته
توفي سعيد عبد الغني أثر إصابته بالتهاب رئوي حاد في صباح يوم الجمعة الموافق 12 جمادى الأولى 1440 هـ / 18 يناير 2019 عن عمر يناهز 81 عاما.

## روابط خارجية
- سعيد عبد الغني على موقع IMDb (الإنجليزية)
- سعيد عبد الغني على موقع الدهليز
- سعيد عبد الغني على موقع قاعدة بيانات الأفلام العربية
- سعيد عبد الغني على موقع قاعدة بيانات الفيلم (الإنجليزية)